# Campionato MotoAmerica Superbike
Il Campionato MotoAmerica Superbike (conosciuto fino al 2014 come AMA Superbike Championship) è il campionato Superbike degli Stati Uniti d'America. Gestito dalla AMA, a partire dal 2014 viene organizzato da Wayne Rainey. Le radici del campionato vengono fatte risalire al 1934, quando l'AMA organizzò la prima corsa di motociclette su strada in USA.

## Storia
(Steve McLaughlin, pilota motociclistico statunitense)

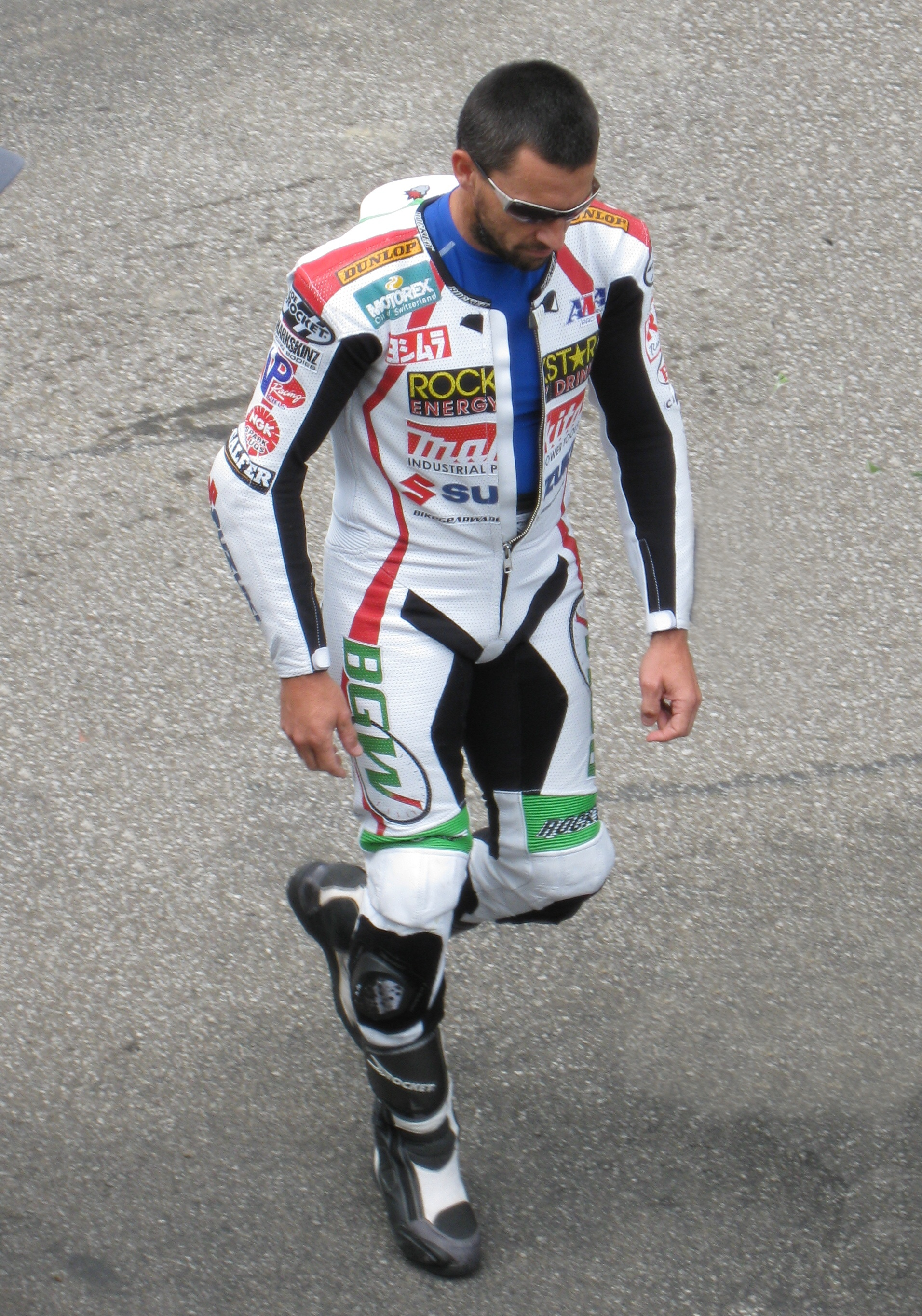
L'australiano Mat Mladin, per sette volte campione AMA.

Nei primi anni settanta il pilota statunitense Steve McLaughlin, rappresentante dei piloti AMA ed esperto di corse con le moto derivate dalla serie, propose la creazione di una nuova categoria di moto, detta "Superbike Production", da usare in gare di supporto agli "AMA roadrace nationals" e promosse la sua idea presso vari organizzatori, finché nel 1973 si tenne una competizione di "Superbike Production" a supporto della gara "Laguna Seca AMA National" a Monterey, in California: l'idea prese piede e negli anni a seguire la categoria si espanse e nel 1976 ottenne il riconoscimento nazionale grazie all'interessamento di Jim France del Daytona International Speedway e di Ed Youngblood, dirigente dell'AMA, facendo così dell'"AMA Superbike" il campionato di questa categoria corso da più tempo.
Negli anni successivi la categoria ottenne sempre più consensi, tanto che dal 1985 la prestigiosa 200 miglia di Daytona si corse con le Superbike, attirando anche i migliori piloti europei e convincendo anche la FIM della fattibilità di un campionato mondiale riservato a questi mezzi che si tenne a partire dal 1988.
Col tempo il regolamento tecnico si è discostato da quello del mondiale e nel campionato AMA vengono permesse modifiche al motore vietate in altri campionati. L'australiano Mat Mladin è il pilota con più titoli in questo campionato, avendolo vinto 7 volte tra il 1999 e il 2009. Nicky Hayden ha vinto il titolo nel 2002, laureandosi campione del mondo della MotoGP nel Motomondiale 2006. Ben Spies è stato campione del 2006, 2007 e 2008 in sella a una Suzuki GSX-R1000 del team Yoshimura.
Tra i più grandi piloti della classe 500 del motomondiale troviamo Wayne Rainey,  Freddie Spencer,  Eddie Lawson, Kevin Schwantz, tutti provenienti dal AMA Superbike.Tra i piloti che hanno vinto questo campionato figurano anche Doug Chandler, Scott Russell e Miguel Duhamel. Cinque non statunitensi hanno vinto il titolo, il britannico Reg Pridmore, gli australiani Troy Corser e Mat Mladin, e il canadese Miguel Duhamel e lo spagnolo Toni Elias
A partire dalla stagione 2015 il campionato cambia denominazione diventando MotoAmerica Superbike (denominazione ufficiale "MotoAmerica Superbike Championship").

## Albo d'oro
Fonte: (DE) Björn Reichert, Albo d'oro del campionato statunitense, su motorrad-autogrammkarten.de (archiviato dall'url originale il 15 agosto 2016).
Dove non indicata la nazionalità si intende pilota statunitense.
| Anno | Pilota           | Motocicletta        |
| ---- | ---------------- | ------------------- |
| 1976 | Reg Pridmore     | BMW                 |
| 1977 | Reg Pridmore     | Kawasaki            |
| 1978 | Reg Pridmore     | Kawasaki            |
| 1979 | Wes Cooley       | Suzuki              |
| 1980 | Wes Cooley       | Suzuki              |
| 1981 | Eddie Lawson     | Kawasaki            |
| 1982 | Eddie Lawson     | Kawasaki            |
| 1983 | Wayne Rainey     | Kawasaki            |
| 1984 | Fred Merkel      | Honda               |
| 1985 | Fred Merkel      | Honda               |
| 1986 | Fred Merkel      | Honda               |
| 1987 | Wayne Rainey     | Honda               |
| 1988 | Bubba Shobert    | Honda               |
| 1989 | Jamie James      | Suzuki              |
| 1990 | Doug Chandler    | Kawasaki            |
| 1991 | Thomas Stevens   | Yamaha              |
| 1992 | Scott Russell    | Kawasaki            |
| 1993 | Doug Polen       | Ducati              |
| 1994 | Troy Corser      | Ducati              |
| 1995 | Miguel Duhamel   | Honda               |
| 1996 | Doug Chandler    | Kawasaki            |
| 1997 | Doug Chandler    | Kawasaki            |
| 1998 | Ben Bostrom      | Honda               |
| 1999 | Mat Mladin       | Suzuki              |
| 2000 | Mat Mladin       | Suzuki              |
| 2001 | Mat Mladin       | Suzuki              |
| 2002 | Nicky Hayden     | Honda               |
| 2003 | Mat Mladin       | Suzuki GSX-R1000    |
| 2004 | Mat Mladin       | Suzuki GSX-R1000    |
| 2005 | Mat Mladin       | Suzuki GSX-R1000    |
| 2006 | Ben Spies        | Suzuki GSX-R1000    |
| 2007 | Ben Spies        | Suzuki GSX-R1000    |
| 2008 | Ben Spies        | Suzuki GSX-R1000    |
| 2009 | Mat Mladin       | Suzuki GSX-R1000    |
| 2010 | Josh Hayes       | Yamaha YZF-R1       |
| 2011 | Josh Hayes       | Yamaha YZF-R1       |
| 2012 | Josh Hayes       | Yamaha YZF-R1       |
| 2013 | Josh Herrin      | Yamaha YZF-R1       |
| 2014 | Josh Hayes       | Yamaha YZF-R1       |
| 2015 | Cameron Beaubier | Yamaha YZF R1M      |
| 2016 | Cameron Beaubier | Yamaha YZF R1M      |
| 2017 | Toni Elías       | Suzuki GSX-R1000    |
| 2018 | Cameron Beaubier | Yamaha YZF R1M      |
| 2019 | Cameron Beaubier | Yamaha YZF R1M      |
| 2020 | Cameron Beaubier | Yamaha YZF R1M      |
| 2021 | Jake Gagne       | Yamaha YZF R1M      |
| 2022 | Jake Gagne       | Yamaha YZF R1M      |
| 2023 | Jake Gagne       | Yamaha YZF R1M      |
| 2024 | Josh Herrin      | Ducati Panigale V4R |